# Walk with Us
"Walk with Us" é o décimo segundo episódio da décima temporada da série de televisão de terror pós-apocalíptico The Walking Dead. Esse episódio foi escrito por Nicole Mirante-Matthews e Eli Jorne e dirigido por Greg Nicotero. Esse episódio mostra o desfecho da batalha iniciada no episódio anterior, onde Hilltop é destruída e os sobreviventes se dividem em diversos grupos.
O episódio foi exibido originalmente nos Estados Unidos pela AMC em 15 de março de 2020, e no Brasil pela Fox no dia seguinte, 16 de março.

## Enredo
Os sobreviventes recuam atrás dos muros de Hilltop, enquanto o fogo continua a se espalhar, agora queimando grande parte da Barrington House. Nos muros, Carol (Melissa McBride) atira várias flechas na horda, mas quase não causa efeitos. Com os portões abertos, a horda começa a tomar conta de Hilltop, enquanto os sobreviventes tentam pará-la. Earl (John Finn) e Alden (Callan McAuliffe) usam catapultas para lançar pedras na horda, enquanto os Sussurradores, camuflados entre os caminhantes, também começam a atacar os guerreiros. Mary (Thora Birch) tenta convencer Lydia (Cassady McClincy) a não participar do combate, pois sabe o que Alpha (Samantha Morton) quer. Lydia garante que ela nunca andará com a mãe. Como prometeu a Daryl (Norman Reedus) anteriormente, Ezekiel (Khary Payton) tenta levar as crianças para um lugar seguro, antes de perceber que Judith (Cailey Fleming) não está com eles. Judith mata vários caminhantes por conta própria, mas acerta um último, que é na verdade um sussurrador. Judith fica em choque, sendo sua primeira vítima viva, e Earl a busca. Enquanto luta contra os caminhantes, Eugene (Josh McDermitt) percebe que o fogo está prestes a atingir o sótão da Barrington House, e tenta correr para salvar o equipamento de rádio, enquanto Rosita (Christian Serratos) o persegue. Apesar de diminuir a velocidade da horda, os sobreviventes ficam sobrecarregados e são forçados a recuar. Enquanto Yumiko (Eleanor Matsuura) luta contra os caminhantes, ela vê Magna (Nadia Hilker), viva, andando entre a horda, ficando em choque. Diversas explosões continuam a atingir Hilltop.
Após a batalha, Negan (Jeffrey Dean Morgan) encontra um sobrevivente gravemente ferido de Hilltop e o mata usando seu taco. Alpha o castiga por destruir o cérebro do sobrevivente em vez de perfurar o coração. Ela então lamenta todos os caminhantes que eles perderam. Negan acha que eles devem saborear a vitória, mas Alpha não compartilha seu sentimento, já que ela não tem tudo o que quer. Negan rapidamente deduz que seja Lydia, mas Beta (Ryan Hurst) o dispensa e promete a Alpha que ele encontrará Lydia e a trará de volta. Quando Alpha sai, Negan tenta segui-la, mas Beta bloqueia seu caminho e ordena que ele reúna os caminhantes dispersos. Negan tenta dirigir um andador solitário, mas rapidamente se aborrece e o mata. Quando mais alguns caminhantes se aproximam, ele se prepara para conduzi-los, mas vê Lydia mancando e decide segui-la. Enquanto isso, Aaron (Ross Marquand) está arrastando Luke (Dan Fogler), inconsciente, para um lugar seguro, quando ele encontra Negan. Aaron fica furioso com a traição de Negan e se prepara para matá-lo, enquanto Negan tenta explicar que as coisas não são o que parecem. Antes que uma briga possa começar, os caminhantes que estavam seguindo Negan aparecem e passam por Negan em direção a Aaron. Com Luke incapacitado, Aaron não tem escolha a não ser matar os caminhantes enquanto Negan escapa. Mais adiante, na floresta, Negan finalmente alcança Lydia, e ela fica feliz em vê-lo, mas percebe a máscara de Sussurrador que ele está segurando. Ela tenta atacá-lo, mas Negan a desarma e a impede.
Em outro lugar, Alden, Kelly (Angel Theory) e Mary andam, enquanto Alden tenta confortar Adam, que chora. Mary oferece sua ajuda, mas Alden rejeita, avisando-a para manter distância. Ele acaba concordando com relutância por não conseguir acalmar Adam. Nos braços de Mary, Adam rapidamente para de chorar. Após o trio parar, Alden pergunta qual era o nome da irmã de Mary, que revela que era Frances (Juliet Brett). Mary conta como Adam significava tudo para Frances e diz que, se ela tivesse que fazer tudo de novo, ela daria sua vida para que sua irmã pudesse ficar Adam. Mary é subitamente alertada por um barulho vindo da floresta e diz a seus companheiros que eles precisam ir. O trio rapidamente procura abrigo, à medida que mais caminhantes aparecem, atraídos pelo choro de Adam. Eles finalmente encontram uma minivan abandonada e mal conseguem abrir as portas. Enquanto Alden e Kelly se abrigam com Adam dentro do carro, Mary decide ficar do lado de fora e distrair os caminhantes. Ela leva boa parte deles para o riacho próximo, onde os mata. Ela descansa olhando para o céu, mas é abruptamente esfaqueada no estômago por Beta, que reafirma que ela irá caminhar com eles. Mary tenta revidar e, em sua luta, rasga uma parte da máscara de Beta. Isso o leva a matá-la. Outro Sussurrador (William Gregory Lee) aparece e reconhece Beta com sendo alguém famoso antes do apocalipse, dizendo que sua voz parecia familiar. Beta corta a garganta do Sussurrador para proteger sua identidade real. Ele então espera pacientemente que Mary reanime. Assim que ela acorda, é morta com uma flecha disparada por Alden. Beta foge antes que Alden possa atirar nele também. Enquanto isso, Carol, Yumiko, Magna e Eugene estão descansando na floresta. Enquanto Eugene está tentando desesperadamente consertar o pequeno equipamento que conseguiu salvar, Magna traumatizada conta suas experiências a Yumiko, explicando que ela e Connie (Lauren Ridloff) procuraram por uma saída na caverna, mas se separaram depois de entrar na horda. Magna não conseguiu encontrar Connie e não sabe se ela sobreviveu. Carol se vira para sair, mas é parada por Yumiko, que grita com raiva e dá um soco na boca dela por sua aparente indiferença à situação de Magna. Quando Carol sai, Magna critica a resposta de Yumiko à situação e termina com ela, se separando em termos amigáveis. Enquanto Carol se senta sozinha, um caminhante surge lentamente do chão e tenta agarrá-la. Carol apenas assiste a princípio, mas apunhala o caminhante após um tempo. É então que ela percebe Eugene parado ao lado dela, querendo oferecer sua companhia após a briga dela com Yumiko. Carol pergunta a Eugene se ele sabe como é querer algo tão mal que pode resultar na morte de pessoas, apenas para ainda não ter nada para mostrar. Eugene confirma e explica que marcou uma reunião com Stephanie (Margot Bingham), que ele descreve como sendo a maior de sua vida, mas agora não poderá mais participar. Carol o encoraja a ir de qualquer maneira, e ele sorri, dizendo a Carol que espera que ela consiga o que quer. Quando Eugene sai, Carol vê o bastão de Lydia caído no chão.
Daryl, Rosita, Dianne (Kerry Cahill), Jerry (Cooper Andrews), Nabila (Nadine Marissa) e alguns outros sobreviventes vão até o ponto de encontro onde Ezekiel deveria estar esperando por eles com as crianças. No entanto, eles veem que a casa está vazia. Nabila se desespera com o paradeiro dos filhos, Ezra (Micah King), Aliyah (Autumn Azul) e Mariam (Maya & Delaney Timber). Enquanto isso, em uma cabana, Earl está vigiando as crianças. Ele tenta levantar o ânimo e dá água a todos, indo para a sala dos fundos e fechando as cortinas. Ele prega um objeto perfurante numa mesa e assim que termina, arregaça as mangas, revelando uma mordida. Nesse momento, Judith entra e observa que Earl mentiu para eles. Earl reconhece, mas diz que foi apenas para protegê-los. Judith fica chateada com o suicídio planejado de Earl e se oferece para ficar com ele até o fim, para que ele não fique sozinho. Earl garante que ele não estará sozinho, mas com Tammy (Brett Butler) e Ken (AJ Achinger), e sabe que Alden cuidará bem de Adam. Ele diz a Judith sobre como ela é forte e corajosa, e diz que precisa dela para manter as outras crianças a salvo dele. Ele então pede que ela volte para a outra sala e não se aproxime dele novamente. Judith segura brevemente a mão de Earl e depois, chorando, sai. Daryl e Jerry vão de volta até as ruínas de Hilltop e descobrem Ezekiel ainda vivo sob alguns escombros. Ezekiel diz a eles que Earl está com as crianças. De volta à cabana, Earl comete suicídio batendo na cabeça no prego. Enquanto as outras crianças dormem, Judith vai verificar Earl e o descobre morto. Quando ela se aproxima do corpo dele, Earl reanima e a agarra. Daryl, Ezekiel e Jerry chegam na cabana e ficam aliviados ao encontrar todas as crianças vivas. Dentro, Daryl acha Judith sentada ao lado do corpo de Earl, tendo o matado reanimado. Daryl senta ao lado dela e a abraça com conforto.
Na floresta, Negan informa a Alpha que ele encontrou Lydia. Enquanto isso, Lydia acorda amarrada a uma cadeira em uma pequena cabana. Enquanto viajam para a cabana, Alpha observa um andador e o diz ser bonito e puro, embora Negan não compartilhe seu sentimento. Alpha está certa de que o verá em algum momento, talvez até em breve. Negan afirma que ele não está pronto para morrer, mas Alpha explica que ela deseja deixar os Sussurradores com ele e iniciar um novo grupo, comparando-o a um filhote de leão que deve deixar seu orgulho, tornar-se um leão e começar um novo grupo. A dupla continua sua jornada, enquanto Lydia luta para se livrar das cordas que a prendem. Negan ressalta que Beta não é "alpha" e pergunta se ele deveria ser a jovem leoa que toma o lugar de sua mãe, e Alpha simplesmente diz a ele para continuar andando. Negan conta a Alpha como ele perdeu sua esposa com câncer no pâncreas e observa que a doença coloca as coisas em perspectiva. Ele afirma que sua esposa nunca foi tão bonita quanto antes do fim, apesar da perda de cabelo e da fragilidade. Alpha acha que Negan deveria ser grato, já que a morte libertou sua esposa. Negan continua afirmando que, depois que sua esposa morreu, ele realmente não sentiu mais emoções e descreve isso como sua força. Ele então se compara a Alpha, observando que enquanto ele está morto para o mundo, Alpha está apenas fingindo. Ele afirma que sua filosofia de negar emoções e agir como animais é "besteira", e ela sabe disso, assim como sua afirmação de que ela precisa matar Lydia para ser forte. Alpha retruca que o destino de Lydia é ser morta por ela. Ela diz que, como a doença que libertou a esposa de Negan, ela precisa libertar Lydia. Quando Lydia começa a se soltar das cordas, Negan e Alpha se aproximam da cabana. Negan diz que Alpha ainda ama Lydia, e Alpha diz que por isso tem que matá-la. Ela beija Negan e agradece, antes de se aproximar mais da cabana. Lydia finalmente se solta e corre para a porta. Quando ela abre, no entanto, sai em uma clareira. Alpha, enquanto isso, abre a porta de uma cabana diferente e a encontra vazia. Confusa, ela se vira para Negan, e ele de repente corta sua garganta. Negan então a beija e a segura enquanto ela morre. Mais tarde, Negan se encontra com Carol e joga a cabeça reanimada de Alpha aos pés dela. Carol sorri e diz a Negan que ele demorou o suficiente, revelando que eles estavam trabalhando juntos o tempo todo para matar Alpha.

## Produção
O episódio foi escrito por Nicole Mirante-Matthews e Eli Jorne e dirigido por Greg Nicotero. Nele, diversos personagens encontram seus desfechos. John Finn, presente na série desde "A New Beginning", Thora Birch, desde "We Are the End of the World", e Samantha Morton, que fazia parte do elenco principal da série desde "Adaptation", tiveram suas mortes ocorridas nesse episódio.

## Recepção

### Crítica
Walk with Us foi elogiado pela crítica, principalmente pelas cenas envolvendo Negan, Alpha e Carol. No Rotten Tomatoes, o episódio teve uma taxa de aprovação de 94%, com uma pontuação média de 8.11 de 10, com base em 18 avaliações. O consenso crítico do site diz: "Após uma conclusão rápida e violenta da batalha angustiante da semana passada, o episódio oferece um resultado inquieto, marcado por impressionantes mortes de personagens e reviravoltas inesperadas". Jeff Stone, da IndieWire, deu ao episódio um A-, elogiando seu final dramático com a morte de Alpha e a morte de Earl. Segundo Erik Kain, da Forbes, esse foi um dos melhores episódios desde que Angela Kang assumiu a série, enfatizando as cenas da batalha em Hilltop e o final do episódio com a morte de Alpha e a descoberta da aliança de Carol e Negan. Matt Fowler, da IGN, deu ao episódio uma nota 8, criticando seu ritmo, mas elogiando a perversa reviravolta ocorrida no final.

### Audiência
O episódio teve um total de 3.49 milhões de espectadores em sua exibição original na AMC na faixa de 18-49 anos de idade. Apresenta aumento de 0.56 pontos de audiência em relação ao episódio anterior.